# ألبرت بروير
ألبرت بروير هو محامي وسياسي أمريكي، ولد في 26 أكتوبر 1928 في بيثيل سبرينغز في الولايات المتحدة، وتوفي في 2 يناير 2017 في برمنغهام في الولايات المتحدة. نشط حزبياً في الحزب الديمقراطي.

## مناصب
- انتخب عضو مجلس ولاية ألاباما ‏.
- انتخب عضو مجلس نواب ألاباما ‏.
- انتخب نائب حاكم ألاباما [الإنجليزية]‏ (16 يناير 1967 – 7 مايو 1968).
- انتخب حاكم ألاباما [الإنجليزية]‏ (7 مايو 1968 – 18 يناير 1971).